# Ñāṇajīvaka
Čedomil Veljačić (Zagreb, 18. lipnja 1915. – Kalifornija, 28. prosinca 1997.) je jedan od najznačajnijih predstavnika hrvatskog budizma u drugoj polovici 20. stoljeća. Rođen je 1915. u Zagrebu, gdje 1939. završava Filozofski fakultet.

## Poticaji k budizmu
Prvi doticaji Veljačića s istočnim filozofijama dogodili su se po njegovom vlastitom kazivanju tijekom Drugog svjetskog rata. Sredinom ratnog razdoblja mu pod ruke dolazi talijanski prijevod Bhagavad Gite koji na njega ne ostavlja dublji dojam. Bhagavad Gitu je uvijek smatrao više-manje ratno-huškaškim dijelom ranog, neuljuđenog i divljeg arijevskog plemstva koje opravdava ubijanje i volju za moć. Sličan dojam već u mladosti na Veljačića ostavljaju djela judeo-kršćanskog kulturnog kruga. Stoga, već zarana mnogo veću utjehu nalazi u  Gandijevskoj etici nenasilja i učenjima bliskim  jainizmu i budizmu.

## Doktoriranje i predavanja
Vjerojatno su ga rana iskustva nasilja i traganja za filozofijom oslobođenja usmjerila k daljnjem istraživanju istočnih filozofija, pa 1962. doktorira s tezom "Komparativno izučavanje indijske i evropske filozofije" i već sljedeće godine postaje voditelj kolegija azijskih filozofija na Odsjeku za filozofiju Filozofskog fakulteta  Sveučilišta u Zagrebu. U tom razdoblju zajedno s kolegama profesorima Radoslavom Katičićem i Svetozarom Petrovićem sudjeluje u osnivanju studija Indologija na zagrebačkom Filozofskom fakultetu.
Veljačić u razdoblju od 1963. do 1965. boravi u  Indiji kao gostujući profesor u okviru indijsko-jugoslavenske kulturne razmjene i predaje na poznatim sveučilištima u Madrasu (južna Indija), Delhiju i Šantiketanu (istočna Indija, pokrajina Bengal, sveučilišna ustanova osnovana od strane poznatog indijskog nobelovca  Rabindranath Tagore). Razdoblje provedeno u Indiji je Veljačić iskoristio za daljna proučavanja indijskih filozofija, posebno budizma, usavršavanje jezika (sanskrta, palija i ostalih prakrta) te intenzivno prevođenje nekih od temeljnih indijskih filozofskih djela, kao i za pisanje komparativnih studija istočnih i zapadnih filozofija.
Zgrožen svijetom, po vlastitom kazivanju – Sartreovskom mučninom, u njemu je tinjala iskra žudnje za budističkim povlačenjem, točnije bijegom, iz svijeta. Mladenačka zgroženost nad nasiljem i ljudskim zločinima Drugog svjetskog rata, u Veljačića je bila osnova koja je kasnije pokrenuta osjećajima dubokog gnušanja nad konzumentskim materijalizmom  socijalizma i  kapitalizma podjednako, a dodatno i najezdom naraštaja hipija s "divljeg zapada ", kako ga je nazivao, čiju je masovnu navalu u besciljnom traganju za smislom života osobno svjedočio u Indiji tijekom 60'tih godina.

## Povlačenje u budistički hram
Tako početkom 1966. godine odlazi u Šri Lanku i ispunjava svoj san o zaređivanju u budistički teravadski prosjački red. Nakon dvije godine pripravništva, 1968. godine biva potpuno zaređen i uzima monaško ime Bhikkhu (redovnik, prosjak) Nana-jiivako (koji živi znanje). U meditativnoj osami piše svoja glavna djela i nebrojene članke, pisma, osvrte, pisane i objavljivane na hrvatskom, engleskom i njemačkom jeziku. Odlazak u budističke monahe Veljačiću daje svojevrsnu auru legendarnog i mističnog junaka ili sveca, a njegova naglašena akademska aktivnost, unatoč udaljenosti i boravku u  Šri Lanki (s koje se, usprkos stalnom zapitkivanje znatiželjnih s područja Jugoslavije, nikada nije vratio) ga i dalje održava stalno prisutnim u jugoslavenskim i zapadnim akademskim krugovima.

## Pisanje
Kao svojevrsna legenda i pionir jugoslavenskog akademskog izučavanja istočnih filozofija (posebno budizma), Veljačić uskoro postaje i naš najpoznatiji popularni predstavnik budizma i uopće istočnih filozofija. Tako je u razdoblju druge polovice 20. stoljeća postao najpoznatije ime domaće filozofske Indologije, i najplodniji domaći pisac na tom području. Pokrenuo je mnoge ljude i izvan akademskih krugova na traganje za smislom u okviru budizma i ostalih istočnih filozofija. Iako u osami na udaljenoj Šri Lanki, Veljačić tako postaje najpoznatiji misionar budizma u Jugoslaviji. Pod njegovim utjecajem i vodstvom nastavljaju djelovati poznata imena domaće filozofske Indologije, od kojih je najpoznatija svakako Rada Iveković, tadašnja profesorica zagrebačkog Filozofskog fakulteta, koja je uz Veljačića postala najplodnija domaća autorica komparativnih studija i prevoditelj brojnih istočnih (posebno budističkih) filozofskih djela.

## Kraj života
Na "pustinjačkom otoku", kako ga je zvao, ostaje sve do 1989. godine, kada mu se zdravlje pogoršava, a ratna zbivanja koja su toliko snažno obilježila njegovu mladost, i koja su se nekako baš u to vrijeme pripremala da ponovo razore zemlju iz koje je potekao, konačno ga sustižu u obliku građanskog rata i na njegovoj pustinjačkoj Šri Lanki. Tako na nagovor svoje kćeri Snježane Akpinar (s kojom je radio na istraživanju ostataka jainske kulture u predislamskoj  Arabiji), prelazi živjeti u SAD, gdje je posljednje godine života proveo u mahayanskom samostanu Deset tisuća Buddha u  Kaliforniji, gdje mirno umire  28. prosinca 1997. godine.

## Djela
- "Filozofija istočnih naroda", I – II. Filozofska hrestomatija, knj. XI – XII., Matica hrvatska, Zagreb, 1958.
- "Pjesme prosjaka i prosjakinja", Veselin Masleša, Sarajevo, 1. – 1977., 2. – 1990.
- "Philosophia Perennis", Demetra, Zagreb, 2003.

## Vanjske poveznice
- Bibliografija
- Intervju  Arhivirana inačica izvorne stranice od 27. listopada 2009. (Wayback Machine)
- Neke poveznice
- Pisma sa pustinjačkog otoka  Arhivirana inačica izvorne stranice od 18. rujna 2009. (Wayback Machine)